# Бад Фридрихсхал
Бад Фридрихсхал (на немски: Bad Friedrichshal) е град, балнеологичен курорт в покрайнините на Хайлброн, разположен северно от него, намиращ се в провинция Баден-Вюртемберг, Германия. Той е създаден през 1933 г. с обединяването на селищата Кохендорф (Kochendorf) и Ягстфелд (Jagstfeld). След 1989 г. е създаден кварталът Платенвалд (Plattenwald).
В града живеят 18 592 души.(31. Dez. 2014)
Покрай града преминава река Некар, която е плавателна и има силно икономическо значение за региона.